# Pedro Rodríguez de la Torre
Pedro Rodríguez de la Torre (Jaén, 1847-Zaragoza, 1915) fue un pintor paisajista y costumbristas español. 
Obtuvo una beca que la Diputación de Jaén concedía a pintores de la provincia, para realizar estudios de Bellas Artes, con cuyo importe marchó a Madrid donde fue alumno de la Escuela Especial de Pintura, Escultura y Grabado.
Desde allí pasó a Italia para completar su formación en la Academia Española en Roma, donde tuvo contacto con otros artistas españoles y entabló amistad con Alejandro Ferrant, Francisco Pradilla, Casto Plasencia, Emilio Sala y Baldomero Galofre entre otros. Al terminar el curso 1870-1871 obtuvo premio en la clase de Dibujo del Natural y en la de Dibujo del Antiguo y Ropajes.
Siguiendo la línea costumbrista que ya había iniciado y en la que tendría una larga trayectoria, realizó en 1876 su cuadro Antes de continuar el retrato (Museo del Prado), pintura con la que se presentó en la Exposición Nacional de Bellas Artes celebrada ese año; con ella no consiguió ninguna medalla, pero sí mereció los elogios de la prensa hasta el punto en que el Gobierno la adquirió con destino al Museo Nacional.
Por Real Orden de 8 de julio de 1887, el Ministerio de Fomento le nombró Ayudante de Dibujo elemental de figura por ser el aspirante que reúne las mejores condiciones de los presentados y fue destinado a la Escuela Provincial de la Bellas Artes de Cádiz para pasar luego por las de Palma y Zaragoza, donde falleció.

## Obra
De 1878 datan el Retrato de Alfonso XII Y Retrato de la Niña Doña Mercedes, que se exponen en el Museo de Jaén y el Joven tocando la guitarra, un óleo sobre lienzo de 59 x 45 cm que figuró en la Exposición Provincial de ese año. Otras obras son el Paisaje de Quesada, Marinas de Cádiz, el retrato de Don Lorenzo Soriano Vico, Alcanzará y Aranjuez, fechado en 1880.
Sus bodegones fueron muy escasos, pero los pocos que realizó representando flores o frutos en número reducido son obras de interés por su sencillez y sobriedad.